# Mimosa nossibiensis
Mimosa nossibiensis är en ärtväxtart som beskrevs av George Bentham. Mimosa nossibiensis ingår i släktet mimosor, och familjen ärtväxter.

## Underarter
Arten delas in i följande underarter:
- M. n. nossibiensis
- M. n. pubescens